# Арена Онлайн
ARENA Online — условно-бесплатная фэнтези-MMORPG, разработана московской компанией GDTeam. «ARENA Online» является первой российской трёхмерной игрой, в которую можно играть бесплатно. По версии CNews игра вошла в число самых популярных онлайн-игр России 2007 года.
Действие игры происходит в раннем Средневековье с небольшим уклоном в славянский и кельтский колорит. В игре существует разветвлённая ролевая система, позволяющая игроку развивать как и привычные боевые и магические навыки, так и экономические — добыча ресурсов, крафт (производство игровых вещей — оружие, экипировка).
В игре существует два сервера, первый — Нор Лаед (в обиходе игроков — ГС1), второй — Воронграй (ГС2). Ранее существовал ещё один — Нулу Кадар (в 2011 объединён с Нор Лаедом).

Скриншот

## Прокачка

### Уровни
В игре используется собственная ролевая система «Башня». Её схема такова:
- 1я ступень — Новичок: 0-4 уровни, для прокачки доступны все навыки.
- 2я ступень — Ученик: 5-9 уровни, для прокачки доступны 6 навыков.
- 3я ступень — Любитель: 10-14 уровни, для прокачки доступны 4 навыка.
- 4я ступень — Профессионал: 15-19 уровни, для прокачки доступны 2 навыка.
- 5я ступень — Мастер: 20-24 уровни, здесь и далее для прокачки доступен 1 навык.
- 6я ступень — Гранд-мастер: 25-29 уровни.
- 7я ступень — Великий: 30-34 уровни.
- 8я ступень — Именитый: 35-39 уровни.
- 9я ступень — Выдающийся: 40-46 уровни.

По мнению разработчиков, преимущество данной системы заключается в её простоте и доступности. Однако на высоких уровнях узкая специализация имеет следствием сильный разрыв между основным и вспомогательным навыками, что, наряду с общеизвестными перекосами в балансе, создаёт целый ряд проблем. За это система неоднократно и достаточно резко критиковалась сообществом игроков. В 2007 году намечался снос башни, игровое сообщество с надеждой следило за дневниками одного из разработчиков, Барона Корфа. После ухода Корфа из состава разработчиков его идеи по преобразованию проекта остались заморожены.
11 мая 2011 года система башни была изменена:
- предельное значение вторичного навыка «Башни» увеличено с 20 до 25;
- боевые и ремесленные навыки теперь можно развивать параллельно в рамках двух «Башен» на одном персонаже.

### Игровые классы
В начале игры вы выбираете один с 3 основных классов: маг, воин, лучник. Но в процессе прокачки навыков вы реализуете свой класс в более точное направление.
Класс персонажа определяется наиболее развитым навыком.
| Класс        | Навыки         |
| ------------ | -------------- |
| Мечник       | Атака          |
| Силач        | Сила           |
| Богатырь     | Живучесть      |
| Латник       | Защита         |
| Лучник       | Стрелок        |
| Ассасин      | Ловкость       |
| Интеллектуал | Интеллект      |
| Адепт света  | Магия света    |
| Адепт хаоса  | Магия хаоса    |
| Стихийник    | Магия стихий   |
| Лесоруб      | Рубка леса     |
| Шахтёр       | Горные работы  |
| Металлург    | Плавка         |
| Кузнец       | Кузнечное дело |
| Плотник      | Плотник        |
| Скорняк      | Кожевник       |
| Портной      | Портной        |
| Скупщик      | Скидка         |
| Наценщик     | Наценка        |

## Глобальный конфликт и 18-е обновление
Весной 2008 года было выпущено 18-е обновление, подводящее черту под проектом Arena Online и ставшее по сути точкой отсчёта для Arena Dragon Age.
До этого момента персонажи могли принадлежать к любой из трёх рас — маги, варвары, эльфы, но выбор расы не влиял фактически ни на что, за исключением внешнего облика. Игровые конфликты главным образом ограничивались рамками клановой системы (кланвары) и моделью поведения «пк — апк».
С момента введения 18-го обновления каждая раса стала представлять одну из конфликтующих сторон, соответственно, Орден Порядка, Братство Крови и Доминион Леса.
Игрок, убивший персонажа другой стороны, при соблюдении определённых условий (разница в уровне, временной промежуток с прошлого убийства), получает «душу» . Души можно обменять у особых NPC на уникальную экипировку, недоступную для получения иным способом.
В рамках глобального противостояния проводятся специальные игровые события («ивенты»): защита хранителя своей стороны, и «душелов», во время проведения которого нужно набрать как можно больше «душ», убивая представителей других сторон конфликта. Победители таких событий получают дополнительный бонус к экипировке, уникальное оружие.
Введение 18-го обновления стало началом распада устоявшейся клановой системы и вызвало очень сильные протесты со стороны игрового сообщества. Анонсированный запрет на «наложение положительных заклинаний» на представителей противоположной расы для игроков вылился в элементарную невозможность помочь игроку своего же клана. Исчезновение мультирасовых кланов таким образом стало вопросом времени, привычные всем кланвары потеряли смысл, единственной осмысленной целью ведения ПвП стало добывание «душ». Одновременно разработчиками была осуществлена смена моделей персонажей, также вызвавшая волну негатива ввиду недоработанности и неэстетичного внешнего вида новых персонажей. Всё это в целом оказало неблагоприятное влияние на атмосферу в игре. Часть наиболее влиятельных кланов покинула проект почти полным составом. Очень многие распались или значительно сократили свой онлайн.

## Геймплей
Суть геймплея заключается в определении игроком своей игровой роли. Вместо традиционного игрового разделения на любителей PvP и PvE в Арене с введением 18 апдейта выделяются следующие игровые роли:
- ПК — те, кто воюют со всеми на всех локациях ради убийства, а не обязательно игровых бонусов.
- АПК — анти-ПК, то есть те, кто ведёт активную борьбу с ПК.
- Нейтралы — персонажи, напрямую не относящие себя к двум вышеуказанным сторонам и ведущие свою собственную политику.
- Сторонники глобального конфликта — как и ПК нападают на персонажей другой стороны конфликта (расы), своей целью ставят получение «душ».
- Крафтеры — игроки, занимающиеся крафтингом или торговлей. Почти никогда не покидают мирные локации (за исключением добычи ресурсов) и не принимают участия в ивентах.

### Игровая экономика
Торговые персонажи в игре представлены как в виде NPC — брокеры (некое подобие биржи, где любой может выставить товар за уплату процента), приказчики (личный магазин игрока, покупаемый на аукционе), так и самих игроков — торговцев (скидочников и наценщиков), крафтеров, просто перекупщиков.
Игровая валюта в игре представлена двумя составляющими:
- Золото («ау» от лат. Aurum) — используется для большинства мелких и средних внутриигровых торговых операций.
- Платина («пт» от лат. Platinum) — получается путём обмена золота в специальном внутриигровом обменнике по курсу — 1 платиновая монета за 45 тысяч золотых. «Обменник» позволяет переводить суммы из «пт» (внутриигровой сленг, название игровой валюты «платиновая монета») в «ау» (внутриигровой сленг, название игровой валюты «золотая монета») и обратно. Либо приобретается у других игроков «с рук» или через брокера по близкому к обменнику курсу. Также можно приобрести за реальные деньги через специальный игровой магазин. Используются для покупки оружия, одежды, артефактов и прочих аксессуаров. Так как золотые монеты можно конвертировать в платиновые внутри игры, то любые игровые предметы можно приобрести за игровую валюту без вложения реальных денег. На практике покупка лучших вещей только за игровую валюту — крайне сложная задача. Некоторые услуги игрокам оказываются только за реальные деньги.

### Экипировка
На начальных и средних уровнях (с 0 до 15) экипировку можно получить за выполнение квестов. Затем её можно изготавливать самому, покупать у игроков или в специальных магазинах.

### Артефакты
В игре существуют вещи, повышающие способности персонажей — артефакты. Они привязываются к частям экипировки (броне, аксессуарам, оружию, котомке). Каждому навыку соответствует свой артефакт. Отдельный артефакт способен прибавлять к навыку 1, 2, 3, 4. Некоторые вещи (серьги или уникальная экипировка) так же могут давать в сумме 4 бонусных пункта (3 — артефакт и 1 — бонус самой вещи). Впоследствии в игре появились уникальные артефакты 2+1, 3+1, способные прибавлять бонусные пункты сразу к двум навыкам.

### Клановая Система
Каждый игрок, заплатив определённую сумму, может создать свой клан. После 18 апдейта глава может брать в клан персонажей только одной с ним расы.
Кланы могут формировать союзы, которые бывают как ивентовыми (только на время ивента), так и полными (единая игровая политика).

### Модерирование
В игре существует развитая многоуровневая система модерирования. По возрастанию полномочий и обязанностей модераторы делятся на Дозор, Дружину и Гвардию. Из начальных букв этих ступеней складывается наиболее распространенная аббревиатура, обозначающая модераторов, — ГДД. В Гвардию игрока переводят после определённого стажа службы в Дружине. В Дружину игрока переводят после определённого стажа службы в Дозоре. В Дозор же теоретически попасть может любой игрок. На начальном этапе требуется хорошее знание игры, коммуникабельность (в первую очередь знание того, что, собственно, представляет собой ГДД), игровой стаж не менее 6 месяцев, возраст от 18 лет, отсутствие серьёзных нарушений в игре.

## Ивенты

### Регулярные

#### Осада замков
Одним из центральных игровых событий является осада замков, проводимая с 21-00 до 22-00 по московскому времени. За право владеть кристаллом замка борются многочисленные кланы и союзы. Команда, удерживавшая кристалл к моменту окончания осады, получает приз. В газете Арены Онлайн позднее публикуются кланы, завладевшие замками.
Для осады на сервере Нор Лаед доступны три замка — Нор Лаед, Нулу Кадар и Моран, а на Воронграе — Моран и Нор Лаед.

#### Сундук
Каждые шесть часов (00:00, 6:00, 12:00, 18:00) кланы собираются на локации Сокровищница, чтобы завладеть появляющимся там сундуком, который содержит в себе достаточно ценный приз.

#### Дорога Смерти
Команда из четырёх представителей одной из сторон конфликта отправляется на специальную игровую локацию, представляющую собой лабиринт, полный монстров. Ивент считается оконченным, когда все мобы будут убиты. Во время ивента команде не могут помогать другие игроки. Каждый член команды, сумевшей пройти лабиринт, получает по 1000000 экспы.

#### Защита Хранителей
Каждой стороне конфликта нужно защищать своего лидера: Эмналькон у Доминиона Леса, Ладар Медвежья Лапа у Братства Крови и Тир Железный Лоб у Ордена Порядка.

#### Душелов
Ивент стартует после окончания ивента «Защита Хранителей». Сторона, победившая в прошлом ивенте, становится предметом охоты двух других рас.

### Разовые

#### Снежная Арена
Ивент, проходивший в конце 2008 года, и посвящённый празднованию Нового года. Проводился на особой локации, где нужно было убить всех монстров и всех других участников соревнования. Победители получали в качестве награды уникальные вещи от Деда Мороза.

#### Турнир Минотавра
Турнир, проходивший с разделением на уровни в трех категориях: контактники, лучники и маги. Победители получили уникальные браслеты Минотавра, недоступные для обычного создания или покупки.

## ARENA Online: Dragon Age
16 декабря 2008 года дополнение к игре Dragon Age. С этим дополнением игра вышла и на итальянскую аудиторию: крупнейший итальянский издатель MMORPG Kalicanthus Entertainment запустил бета-тестирование игры.
Суть дополнения заключается в новом квесте, начинающемся с получения задания по строительству портала у гнома Телконтара. Сторона, построившая большее количество порталов за определённое время, получит двухнедельное преимущество в исследовании новых земель.